# Arcangelo Resani

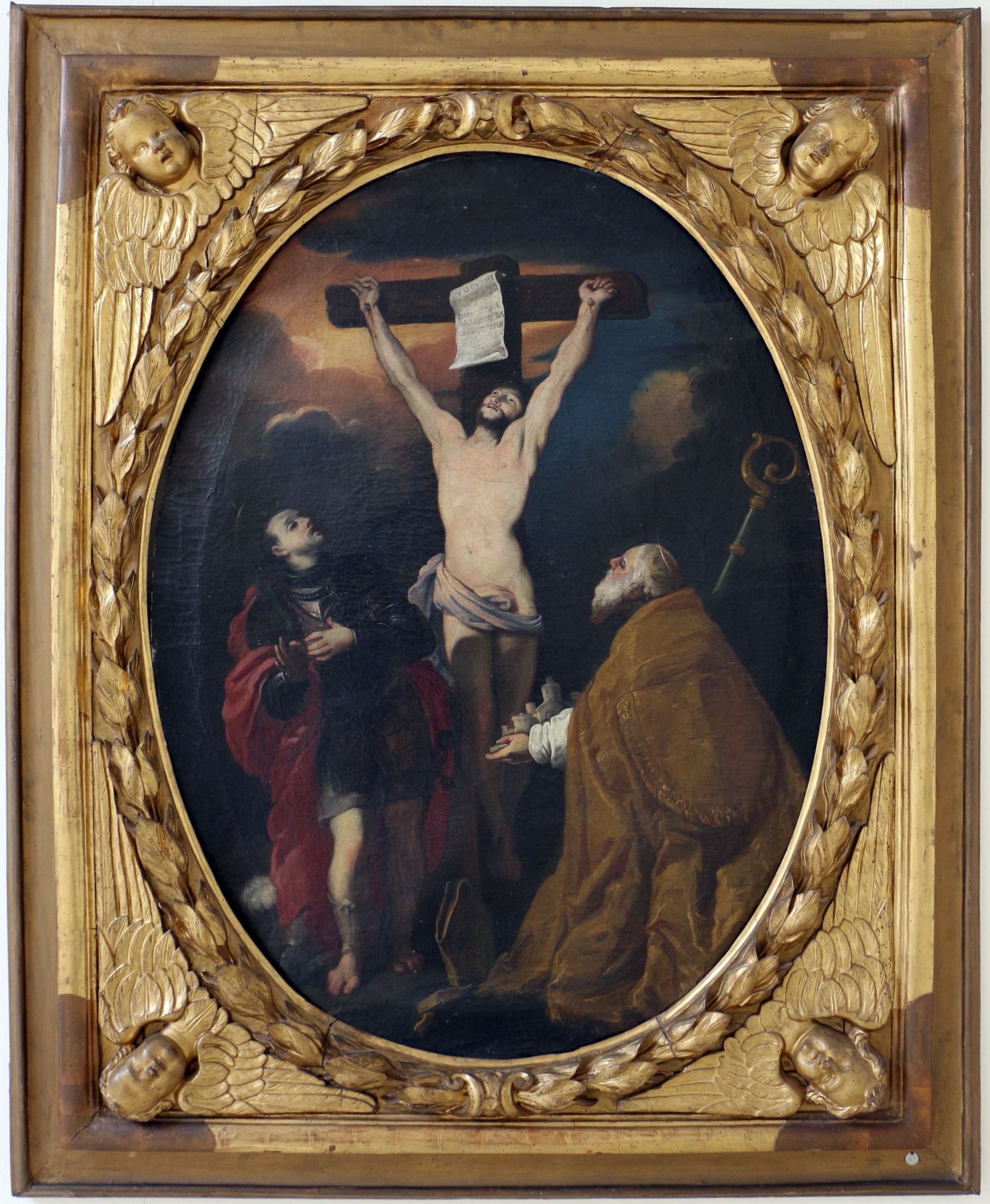
Arcangelo Resani, Crocifissione coi SS. Vitale e Apollinare, Pinacoteca Comunale (Ravenna)

Arcangelo Resani (Roma, 1670 – Ravenna, 1740) è stato un pittore e poeta italiano.

## Biografia
Pittore di nature morte ispirate ai modi dei pittori italiani barocchi - ma anche poeta e autore di dipinti a soggetto religioso - Arcangelo Resani era nato a Roma ed era figlio di un genovese. Le poche notizie biografiche si ricavano da Pellegrino Antonio Orlandi che pubblicò la sua raccolta di biografie quando Resani era vivente. Era un allievo di Giovan Battista Boncori e subì l'influenza di Giuseppe Maria Crespi. Ha lavorato a Siena, a Roma, a Bologna, a Venezia e in alcune città dell'Emilia. Fu accolto tra i pastori dell'Arcadia.
Il suo autoritratto è agli Uffizi e fu esposto alla mostra Cristoforo Munari e la natura morta emiliana, nel 1964. Si sa, da antichi inventari degli Uffizi, che fu destinato a questa Galleria da Cosimo III de' Medici, nel 1715 e che ha subito varie attribuzioni, fino ad essere attribuito a Resani, poiché la sporta con il pollame appesa alla parete e la capra in primo piano, che accompagnano e caratterizzano la figura dell'uomo ritratto, sono elementi iconografici che ritornano nella produzione di Resani. Dall'autoritratto fu tratta una incisione da Carlo Lasinio.

### Scritti poetici
- Arcangelo Resani, Sonetti morali di Arcangelo Resani pastor arcade sopra l'anima. All'eminentissimo e reverendissimo signor cardinale Giulio Alberoni legato a latere di Romagna, Faenza, pel Maranti stampator del s. Ufizio, 1738, SBN RAVE047726.

### Dipinti in musei
- Pinacoteca comunale di Faenza:
  - Natura morta con cervo e colomba
  - Piccioni nel nido
  - Piccione morto
  - Pernice e piatto
  - Cane e sporta

### Altri dipinti
- Natura morta venatoria con un cane, olio su tela, 89x116 cm
- Contadino con il cappello in mano, olio su tela, 51x44 cm